# Madhuca
Genre
Classification APG II (2003)
Madhuca est un genre de plantes à fleurs de la famille des Sapotaceae. Ce sont des arbres originaires d'Asie du Sud-Est, depuis la Chine jusqu'à l'Australie.
Ce genre compte plus d'une centaine d'espèces.

## Liste des espèces
- Madhuca aristulata, (King & Gamble) H.J.Lam
- Madhuca betis, (Blanco) J.F.Macbr.
- Madhuca boerlageana, (Burck) Baehni
- Madhuca bourdillonii, (Gamble) H.J. Lam
- Madhuca calcicola, P.Royen
- Madhuca cuprea, (King & Gamble) H.J. Lam
- Madhuca diplostemon, (C.B.Clarke) P.Royen
- Madhuca fulva, (Thwaites) J.F.Macbr.
- Madhuca hainanensis, Chun & F.C.How
- Madhuca indica J.F.Gmelin
- Madhuca insignis, (Radlk.) H.J.Lam
- Madhuca longifolia (J. Konig) J. F. Macbr.
- Madhuca longistyla, (King & Gamble) H.J. Lam
- Madhuca microphylla, (Hook.) Alston
- Madhuca moonii, (Thwaites) H.J. Lam
- Madhuca neriifolia, (Moon) H.J. Lam
- Madhuca oblongifolia, (Merr.) Merr.
- Madhuca obovatifolia, (Merr.) Merr.
- Madhuca obtusifolia, (King & Gamble) P.Royen
- Madhuca pasquieri, (Dubard) H.J.Lam
- Madhuca penangiana, (King & Gamble) H.J.Lam
- Madhuca penicillata, (King & Gamble) H.J.Lam
- Madhuca ridleyi, H.J.Lam
- Madhuca rufa, (King & Gamble) & Gamble) P.Royen
- Madhuca sessiliflora, P.Royen